# Portjenhorn
Portjenhorn är en bergstopp i Schweiz.   Den ligger i distriktet Visp och kantonen Valais, i den södra delen av landet, 100 km söder om huvudstaden Bern. Toppen på Portjenhorn är 3 567 meter över havet, eller 51 meter över den omgivande terrängen. Bredden vid basen är 0,11 km.
Terrängen runt Portjenhorn är huvudsakligen mycket bergig. Runt Portjenhorn är det mycket glesbefolkat, med 5 invånare per kvadratkilometer.. Närmaste större samhälle är Sankt Niklaus, 19,0 km väster om Portjenhorn. 
Trakten runt Portjenhorn består i huvudsak av gräsmarker.